# Morville-sur-Andelle
Pour les articles homonymes, voir Morville et Andelle (homonymie).
Morville-sur-Andelle est une ancienne commune française située dans le département de la Seine-Maritime en région Normandie.
Elle fusionne le 1er janvier 2025 avec Le Héron pour former la commune nouvelle de Morville-le-Héron, dont elle est devenue une commune déléguée.

## Géographie

### Localisation
Morville-sur-Andelle est un village normand du pays de Bray dans la vallée de l'Andelle, situé à vol d'oiseau à 24 km à l'est de Rouen, 18 km ai sud-ouest de Forges-les-Eaux, 21 km à l'ouest de Gournay-en-Bray et 33 km au nord-ouest de Gisors.
Il se trouve dans l'aire d'attraction de Rouen et dans le bassin de vie de Fleury-sur-Andelle

### Communes limitrophes
Les communes limitrophes sont  Croisy-sur-Andelle, La Feuillie, La Haye, Nolléval, Saint-Lucien et Sigy-en-Bray.
|          | Sigy-en-Bray         |             |
| Le Héron | Morville-sur-Andelle | Nolléval    |
|          | La Haye              | La Feuillie |

### Géologie et relief
La superficie de la commune déléguée est de 5,17 km2 ; son altitude varie de 65  à   175 mètres.

### Hydrographie
La commune est située dans le bassin Seine-Normandie. Elle est drainée par l'Andelle, le fossé 01 de la commune de Nolleval, des bras de l'Andelle et divers autres petits cours d'eau,.
L'Andelle, d'une longueur de 57 km, prend sa source dans la commune de Serqueux et se jette  dans la Seine à Pîtres, après avoir traversé 24 communes. Les caractéristiques hydrologiques de l'Andelle sont données par la station hydrologique située sur la commune de Vascœuil. Le débit moyen mensuel est de 3,94 m3/s. Le débit moyen journalier maximum est de 16,9 m3/s, atteint lors de la crue du 3 janvier 2003. Le débit instantané maximal est quant à lui de 18,8 m3/s, atteint le 2 janvier 2003.
| (texte à fusionner) Comme son nom le suggère, l'ancienne commune est drainée par les divers bras de l'Andelle, un affluent de la rive droite du fleuve la Seine. |

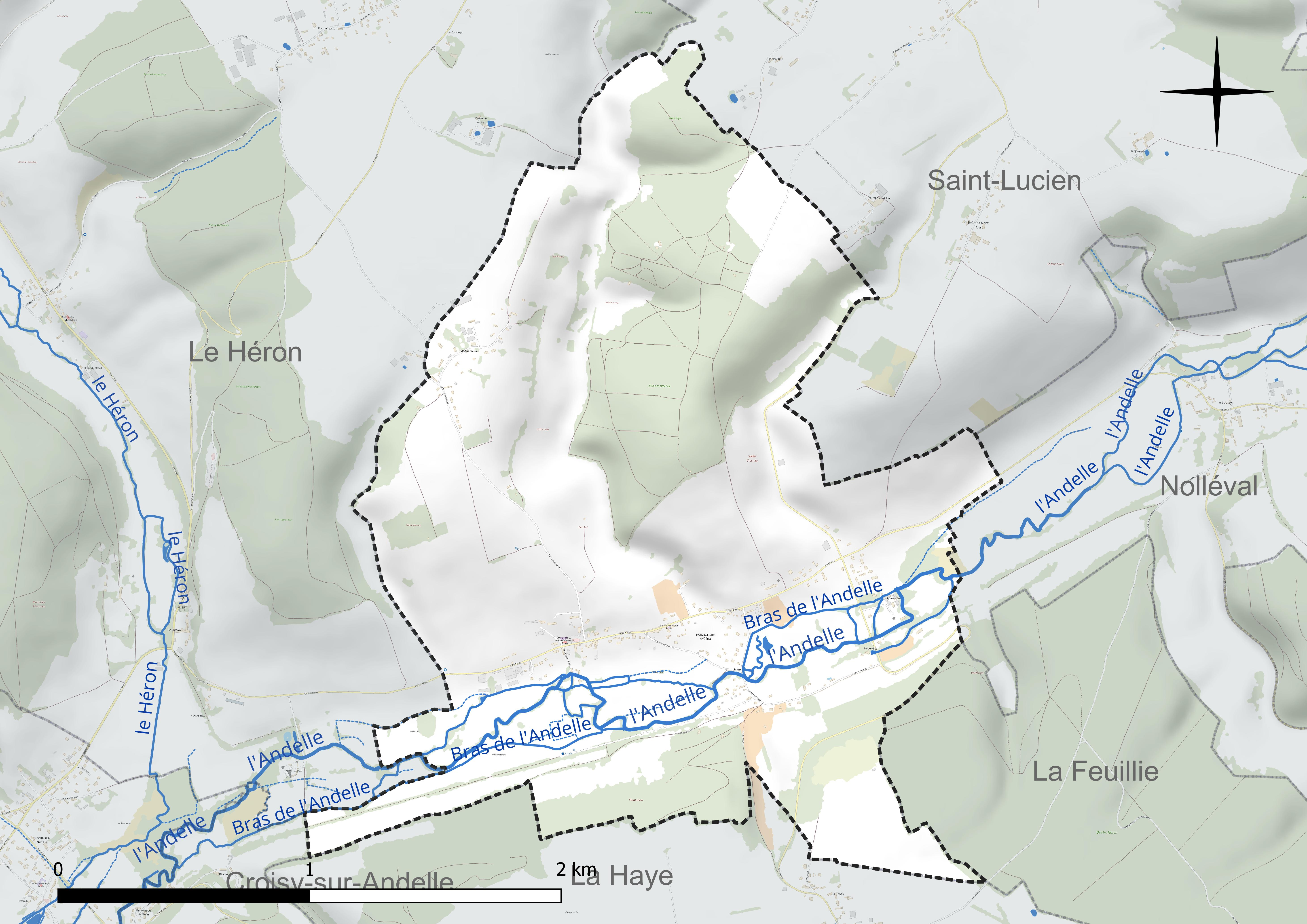
Carte hydrographique de la commune.

### Climat
Pour des articles plus généraux, voir Climat de la Normandie et Climat de la Seine-Maritime.
En 2010, le climat de la commune est de type climat océanique dégradé des plaines du Centre et du Nord, selon une étude du CNRS s'appuyant sur une série de données couvrant la période 1971-2000. En 2020, Météo-France publie une typologie des climats de la France métropolitaine dans laquelle la commune est exposée à un climat océanique et est dans la région climatique Côtes de la Manche orientale, caractérisée par un faible ensoleillement (1 550 h/an) ; forte humidité de l’air (plus de 20 h/jour avec humidité relative > 80 % en hiver), vents forts fréquents. Parallèlement le GIEC normand, un groupe régional d’experts sur le climat, différencie quant à lui, dans une étude de 2020, trois grands types de climats pour la région Normandie, nuancés à une échelle plus fine par les facteurs géographiques locaux. La commune est, selon ce zonage, exposée à un « climat contrasté des collines », correspondant au Pays de Bray, bien arrosé et frais.
Pour la période 1971-2000, la température annuelle moyenne est de 10,5 °C, avec une amplitude thermique annuelle de 14,2 °C. Le cumul annuel moyen de précipitations est de 794 mm, avec 12,3 jours de précipitations en janvier et 8,1 jours en juillet. Pour la période 1991-2020, la température moyenne annuelle observée sur la station météorologique la plus proche, située sur la commune de Forges-les-Eaux à 17 km à vol d'oiseau, est de 10,7 °C et le cumul annuel moyen de précipitations est de 860,1 mm,. Pour l'avenir, les paramètres climatiques de la commune estimés pour 2050 selon différents scénarios d’émission de gaz à effet de serre sont consultables sur un site dédié publié par Météo-France en novembre 2022.

## Urbanisme

### Typologie
Au 1er janvier 2024, Morville-sur-Andelle est catégorisée commune rurale à habitat dispersé, selon la nouvelle grille communale de densité à sept niveaux définie par l'Insee en 2022.
Elle est située hors unité urbaine. Par ailleurs la commune fait partie de l'aire d'attraction de Rouen, dont elle est une commune de la couronne,. Cette aire, qui regroupe 317 communes, est catégorisée dans les aires de 200 000 à moins de 700 000 habitants,.

### Occupation des sols

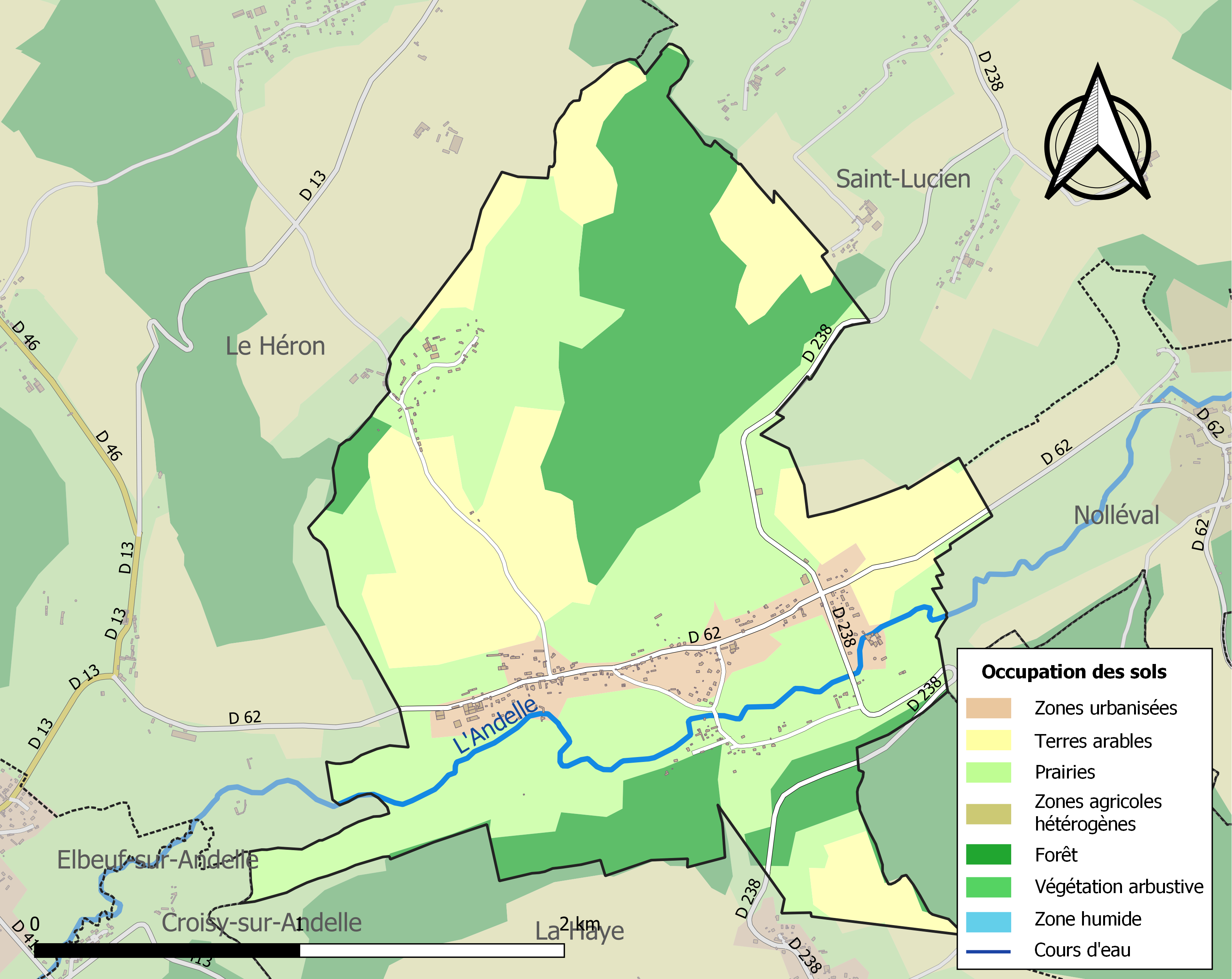
Carte des infrastructures et de l'occupation des sols de la commune en 2018 (CLC).

L'occupation des sols de la commune, telle qu'elle ressort de la base de données européenne d’occupation biophysique des sols Corine Land Cover (CLC), est marquée par l'importance des territoires agricoles (66,1 % en 2018), en diminution par rapport à 1990 (72,6 %).
La répartition détaillée en 2018 est la suivante : prairies (42,9 %), forêts (27,4 %), terres arables (23,1 %), zones urbanisées (6,5 %).
L'évolution de l’occupation des sols de la commune et de ses infrastructures peut être observée sur les différentes représentations cartographiques du territoire : la carte de Cassini (XVIIIe siècle), la carte d'état-major (1820-1866) et les cartes ou photos aériennes de l'IGN pour la période actuelle (1950 à aujourd'hui).

### Habitat et logement
En 2016 et 2021, le nombre total de logements dans la commune était de 138, alors qu'il était de 120 en 2011.
Parmi ces logements, 81,9 % étaient des résidences principales, 2,2 % des résidences secondaires et 16 % des logements vacants. Ces logements étaient pour 98,5 % d'entre eux des maisons individuelles et pour 1,5 % des appartements.
Le tableau ci-dessous présente la typologie des logements à Morville-sur-Andelle en 2021 en comparaison avec celle de la Seine-Maritime et de la France entière. Une caractéristique marquante du parc de logements est ainsi la faible proportion des résidences secondaires et logements occasionnels (2,2 %) par rapport au département (4,1 %) et à la France entière (9,7 %).
| Typologie                                               | Morville-sur-Andelle | Seine-Maritime | France entière |
| ------------------------------------------------------- | -------------------- | -------------- | -------------- |
| Résidences principales (en %)                           | 81,9                 | 88             | 82,2           |
| Résidences secondaires et logements occasionnels (en %) | 2,2                  | 4,1            | 9,7            |
| Logements vacants (en %)                                | 16                   | 7,9            | 8,1            |

### Voies de communication et transports
La commune est aisément accessible depuis la Route nationale 31, qui tangente au sud son territoire.

## Toponymie
Attesté sous la forme latinisée Morrevilla en 1175 - 1260. Le domaine de Maurus, nom de personne roman ou germanique, comme tous les Maureville, Morville, Maurecourt, Mauremont, Maurens, etc. d'après Albert Dauzat et Charles Rostaing. Pour François de Beaurepaire, le redoublement du /r/ fait difficulté pour y voir cet anthroponyme.
L’Andelle est une rivière française, affluent de la rive droite du fleuve la Seine, dans les deux départements de l'Eure et de la Seine-Maritime.

## Histoire
La Ligne de Charleval à Serqueux traversait depuis 1910 le territoire de Morville-sur-Andelle. La gare de Morville - La Haye voit passer ses derniers trains de voyageurs en 1938.

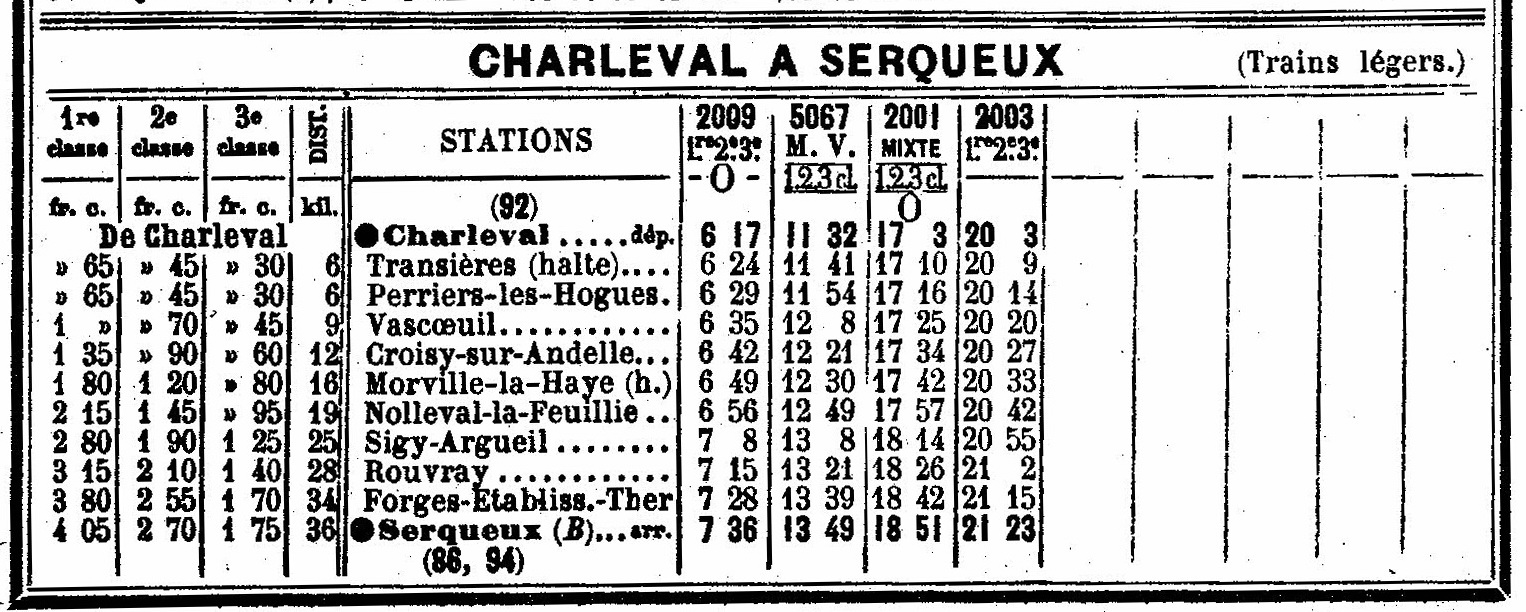
Horaires de la ligne en mai 1914.

### Fusion de communes
Les conseils municipaux de Morville-sur-Andelle et du Héron demandent  à l'unanimité en 2024 leur fusion pour former une commune nouvelle.
Celle-ci est créée le 1er janvier 2025 par un arrêté préfectoral du 2 décembre 2024, modifié par un arrêté du 2 décembre 2024.
La création de la commune nouvelle est destinée à permettre des économies d'échelle en mutualisant les moyens, et permet de bénéficier pendant trois ans une dotation supplémentaire de l'état de 15 €/habitants.

## Politique et administration

### Rattachements administratifs et électoraux
Morville-sur-Andelle se trouvait depuis 1926 dans l'arrondissement de Dieppe du département de la Seine-Maritime.
Elle faisait partie depuis 1801 du canton d'Argueil. Dans le cadre du redécoupage cantonal de 2014 en France, cette circonscription administrative territoriale a disparu, et le canton n'est plus qu'une circonscription électorale.
Pour les élections départementales, Morville-sur-Andelle faisait partie de 2014 à 2024 du canton de Gournay-en-Bray.
Pour l'élection des députés, elle faisait partie de la deuxième circonscription de la Seine-Maritime.

### Intercommunalité
Morville-sur-Andelle était membre de la petite communauté de communes des Monts et de l'Andelle, un établissement public de coopération intercommunale (EPCI) à fiscalité propre créé en 2003 et auquel la commune avait transféré un certain nombre de ses compétences, dans les conditions déterminées par le code général des collectivités territoriales.
Dans le cadre des dispositions de la loi portant nouvelle organisation territoriale de la République du 7 août 2015, qui prévoit que les établissements publics de coopération intercommunale (EPCI) à fiscalité propre doivent avoir un minimum de 15 000 habitants, cette intercommunalité a fusionné avec ses voisines pour former, le 1er janvier 2017, la communauté de communes des Quatre Rivières.
Depuis 2025, c'est la commune nouvelle de Morville-le-Héron qui est membre de cette intercommunalité.

### Liste des maires
| Période                                  | Période       | Identité          | Étiquette | Qualité                                              |
| ---------------------------------------- | ------------- | ----------------- | --------- | ---------------------------------------------------- |
| Les données manquantes sont à compléter. |               |                   |           |                                                      |
|                                          |               |                   |           |                                                      |
| mars 1965                                | mars 2008     | Jacques Mouchard  |           |                                                      |
| mars 2008                                | mai 2020      | Patricia Horville |           | Retraitée des entreprises publiques                  |
| juillet 2020                             | décembre 2024 | Patrick Frère     |           | Cadre retraité. Maire de Morville-le-Héron (2025 → ) |

## Population et société

### Démographie
L'évolution du nombre d'habitants est connue à travers les recensements de la population effectués dans la commune depuis 1793. Pour les communes de moins de 10 000 habitants, une enquête de recensement portant sur toute la population est réalisée tous les cinq ans, les populations de référence des années intermédiaires étant quant à elles estimées par interpolation ou extrapolation. Pour la commune, le premier recensement exhaustif entrant dans le cadre du nouveau dispositif a été réalisé en 2005.

En 2022, la commune comptait 293 habitants, en évolution de −14,58 % par rapport à 2016 (Seine-Maritime : +0,35 %, France hors Mayotte : +2,11 %).
| 1793 | 1800 | 1806 | 1821 | 1831 | 1836 | 1841 | 1846 | 1851 |
| ---- | ---- | ---- | ---- | ---- | ---- | ---- | ---- | ---- |
| 168  | 268  | 287  | 247  | 240  | 245  | 239  | 232  | 240  |

| 1856 | 1861 | 1866 | 1872 | 1876 | 1881 | 1886 | 1891 | 1896 |
| ---- | ---- | ---- | ---- | ---- | ---- | ---- | ---- | ---- |
| 223  | 234  | 234  | 225  | 206  | 198  | 218  | 227  | 218  |

| 1901 | 1906 | 1911 | 1921 | 1926 | 1931 | 1936 | 1946 | 1954 |
| ---- | ---- | ---- | ---- | ---- | ---- | ---- | ---- | ---- |
| 205  | 176  | 199  | 157  | 172  | 183  | 174  | 178  | 197  |

| 1962 | 1968 | 1975 | 1982 | 1990 | 1999 | 2005 | 2006 | 2010 |
| ---- | ---- | ---- | ---- | ---- | ---- | ---- | ---- | ---- |
| 170  | 173  | 177  | 190  | 173  | 223  | 255  | 255  | 285  |

| 2015 | 2020 | 2022 | - | - | - | - | - | - |
| ---- | ---- | ---- | - | - | - | - | - | - |
| 341  | 302  | 293  | - | - | - | - | - | - |

## Culture locale et patrimoine

### Lieux et monuments

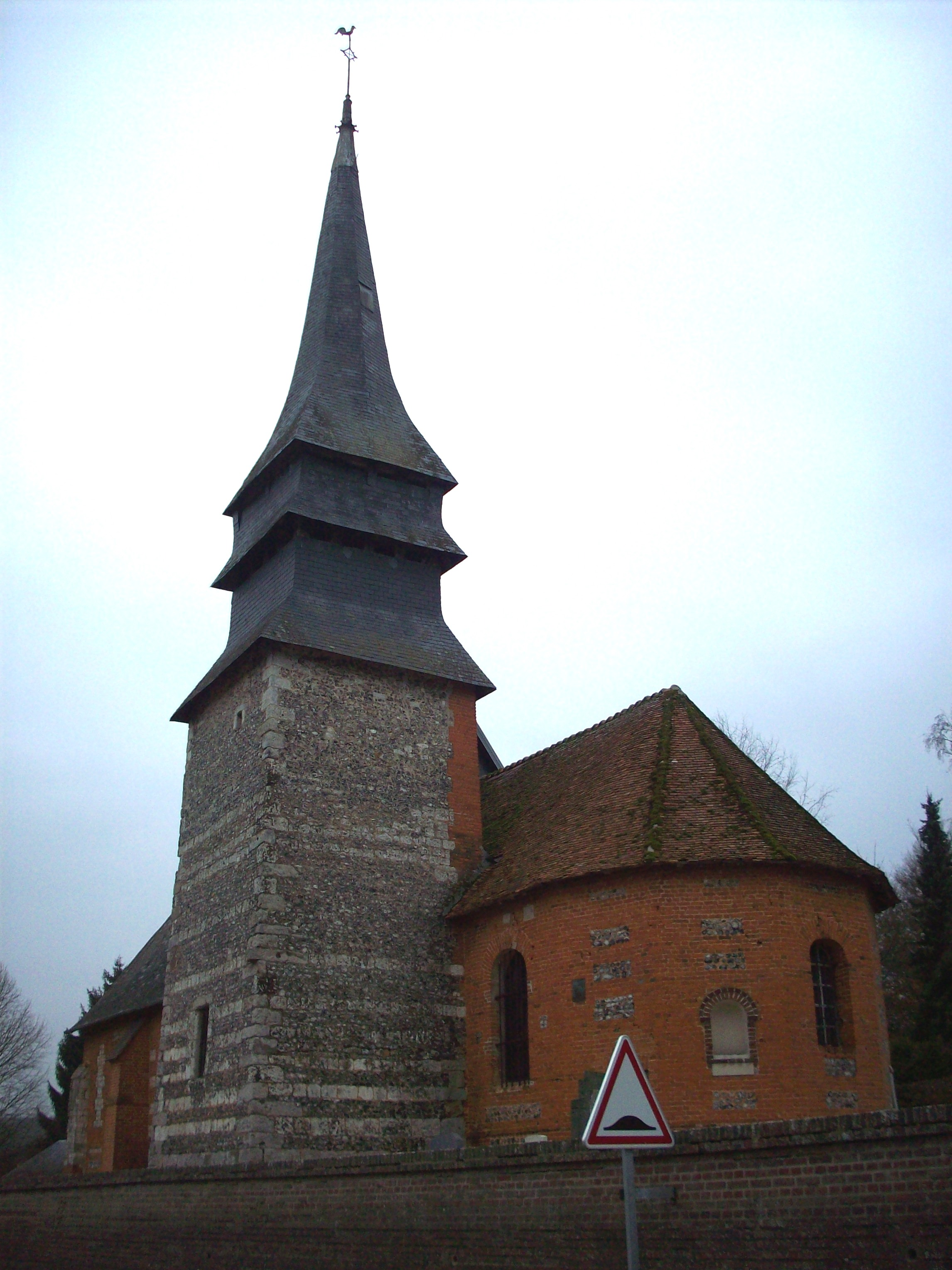
L'église.

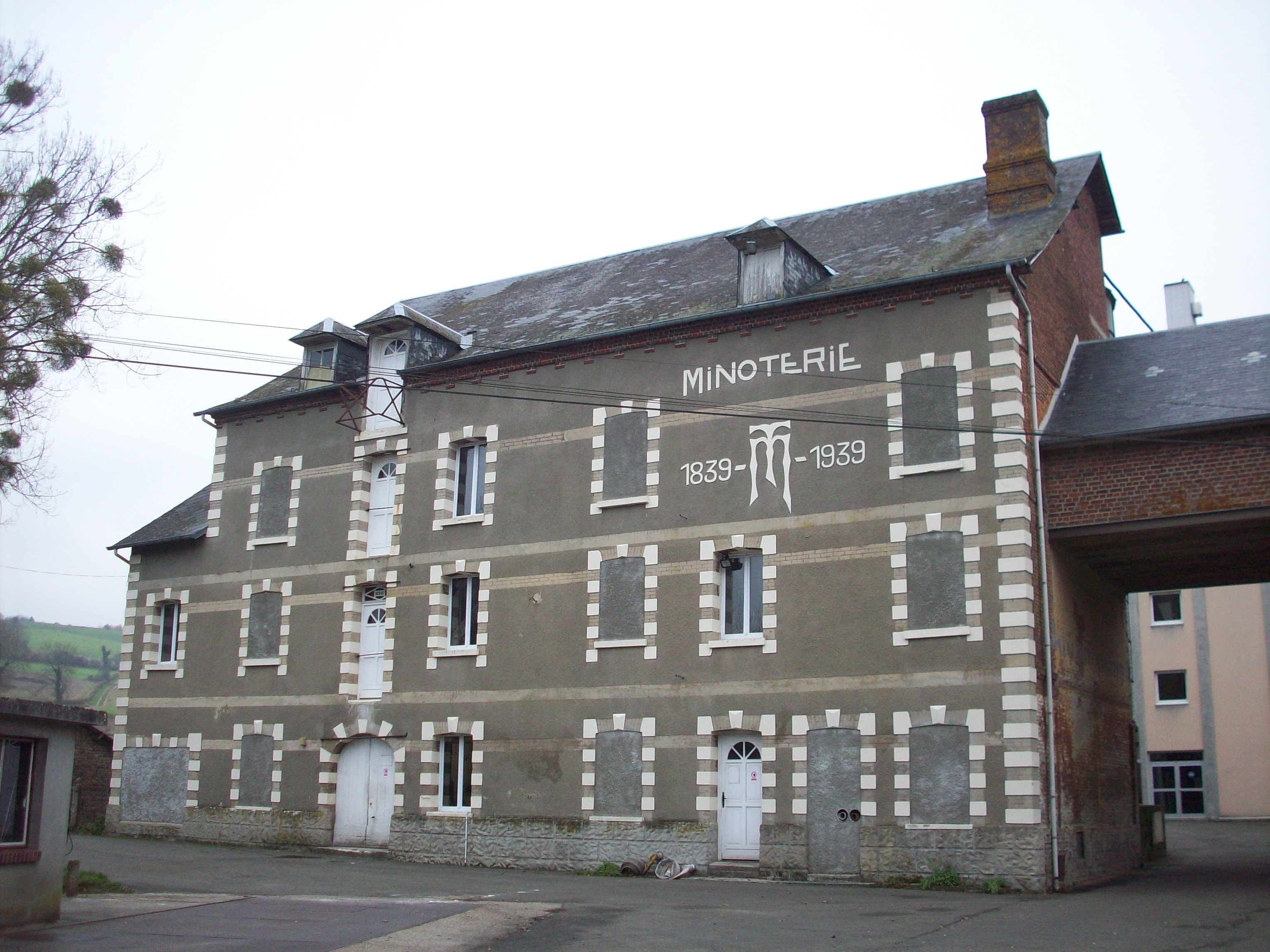
Moulin de l'Andelle.

- Moulin de l'Andelle, situé au lieu-dit Imberville, construit en 1839.
- Église Saint-Ouen du XVIIIe siècle avec des vestiges du XIIIe siècle dans la tour.

## Pour approfondir